# Księga śpiewów żałobliwych

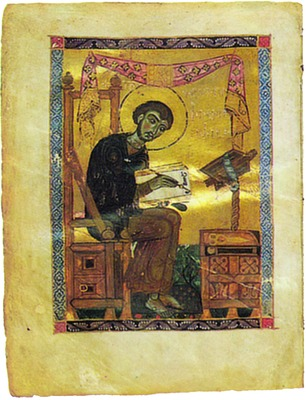
Grzegorz z Nareku

Księga śpiewów żałobliwych – zbiór kantyków (Słów) Grzegorza z Nareku, jedno z najwybitniejszych dzieł literatury staroormiańskiej, które zostało ukończone w 1001 roku.

## Okoliczności powstania, struktura i treść
O procesie tworzenia Księgi śpiewów żałobliwych przez Grzegorza z Nareku nie wiadomo niemal nic. Grzegorz był mnichem w klasztorze Narek, należącym do znaczących ormiańskich centrów kultury, który piastował godność wardapeta.
Księga śpiewów żałobliwych składa się z 95 Słów. Liczba ta ma symboliczne znaczenie: dziewięć jest trzykrotnością liczby trzy, odnoszącej się do Trójcy Świętej, natomiast piątka przypomina o pięciu ranach Jezusa Chrystusa. Równocześnie liczba dziewięć odnosi się do dziewiątego jubileuszu (pięćdziesięciolecia) w kalendarzu ormiańskim, zaś piątka wskazuje na liczbę dekad w jubileuszu. Dziesięć lat w dekadzie przypomina o dziesięciu talentach z przypowieści opowiedzianej przez Chrystusa. Cała Księga jest zatem staraniem o pomnożenie talentów darowanych przez Boga, co jest możliwe dzięki pomocy Chrystusa. Równocześnie pieśni mają leczyć ciała i dusze wszystkich ludzi.
Narrator księgi opisuje siebie poprzez odniesienia biblijne, porównując się do jednego z grzeszników z Sodomy, sędziego z Niniwy upomnianego przez Boga. Twierdzi, że jest okrutniejszy od Amalekitów i jeszcze bardziej niepoprawny niż grzeszny Babilon. Równocześnie narrator-autor przedstawia się w odrębnej nocie jako Grzegorz, ostatni z poetów, najpośledniejszy z kapłanów, który zebrał, ozdobił i ułożył pieśni w piękną całość. Chce, by jego dzieło trafiało do jak najszerszego kręgu odbiorców, a on sam został na zawsze zapamiętany jako jego autor.
Jak napisał Andrzej Mandalian:

to poezja pytań podstawowych, pytań o sens losu ludzkiego. Powstała u stylu mileniów, pisana z perspektywy Sądu Ostatecznego, wydaje się stanowić wygłoszoną na nim mowę oskarżycielską i obrończą zarazem, wypowiedzianą w skrajnej rozpaczy, ale i z przyświecającą wbrew wszystkiemu nadzieją. Podstawowe jej jądro przedstawia problem grzechu – zła tkwiącego w człowieku i ludzkiego wobec niego bezsilności

Księga śpiewów żałobliwych oparta jest na zasadach poetyki średniowiecznej. Pieśni nie są jednak jedynie powtarzaniem utrwalonych w kulturze toposów, lecz wyrazem głębokiego, wewnętrznego przeżycia Grzegorza z Nareku. Są zapisem szczerych modlitw, wiary w cudowną moc działania boskiego. Przeplatają się w nich kierowane do Boga prośby i rozmyślania, próby zrozumienia tego, czym jest zbawienie i do czego powołani są ludzie. Rytm wierszy dostosowany jest do typowego dla Ormian sposobu modlitwy. Wzorami dla Grzegorza były psalmy oraz retoryka późnego antyku, zwłaszcza dzieła Pseudo-Dionizego Areopagity.
Podmiotem lirycznym Księgi jest człowiek cierpiący, rozmawiający z cierpiącym Bogiem – Chrystusem. Przedstawia on milczącemu rozmówcy swoją wewnętrzną tragedię, wynikającą z grzechu, starając się równocześnie usprawiedliwić. Gromadząc epitety, synonimy i obrazy poetyckie, stara się dociec istoty Boga, zdając sobie jednocześnie sprawę z tego, że zadanie to jest niewykonalne. Odrębne rozważania poświęca naturze człowieka. Został on stworzony na podobieństwo boże, równocześnie jednak powstał z ziemi, skażony jest grzechem. Każdy grzech upadla i poniża człowieka, dowodzi, że jego plugawa, ziemska natura pokonała pierwiastek boski. Równocześnie własnymi siłami człowiek nigdy nie zdoła się poprawić. Podmiot liryczny daje wyraz rozpaczy z powodu własnych grzechów; nie jest to jednak tylko tragedia indywidualna, ale dramat całej ludzkości. Jedynym ratunkiem jest pomoc wszechmogącego i nieskończenie miłosiernego Boga, wiara w nią daje gwarancję przemiany grzesznej jednostki i jej poprawy. Równocześnie człowiek nigdy nie rozstrzygnie, w jaki sposób Bóg może być równocześnie nieskończenie miłosierny i doskonale sprawiedliwy, nigdy też nie zrozumie, dlaczego Bóg zgadza się, by człowiek cierpiał i postawił przed nim zadania, których ten sam wykonać nie potrafi. Człowiekowi pozostaje jedynie miłość do Boga, wiara i trwanie w cierpieniu.
Po długich modlitwach podmiot liryczny osiągnął stan, w którym miłuje Boga nie w nadziei na jego pomoc i dary, ale dla samego faktu jego istnienia i świadomości, że to on jest siłą sprawczą każdego wydarzenia. Zdołał ujrzeć boską światłość. Zdaje sobie jednak sprawę, że jego sytuacja stała się przez to wyjątkowo niebezpieczna: grozi mu grzech pychy, zdobycie szacunku wiernych i zadowolenie z tego powodu zniszczy jego pokorę. Zwieńczeniem drogi duchowej jest zatem kolejne wołanie do Boga o zmiłowanie i łaskę.
Fraza poetycka Grzegorza z Nareku jest bardzo złożona i rozbudowana, a w jego tekstach jest wiele niejasnych i wieloznacznych ustępów.

## Recepcja i znaczenie w kulturze ormiańskiej
Księga śpiewów żałobliwych zwieńcza literaturę i kulturę ormiańską okresu klasycznego. Niektóre jej fragmenty zostały włączone do liturgii Kościoła Ormiańskiego. Zyskała ona ogromną popularność najpierw wśród elity intelektualnej, a następnie wśród ludu. Zaczęła być określana jako Narek, od nazwy klasztoru, w którym powstała. Egzemplarz księgi posiadała niemal każda rodzina ormiańska. Fragmenty kantyków odczytywano jak zaklęcia w celu zapobiegania nieurodzajom, wsparcia cierpiących, leczenia chorych, przyniesienia ulgi umierającym. Do końca XIX w. Księga śpiewów żałobliwych była lekturą obowiązkową w szkołach ormiańskich na całym świecie.
W diasporze ormiańskiej Księga śpiewów żałobliwych była wydawana w każdej większej kolonii ormiańskiej. Począwszy od XIX w., podejmowane były również próby przekładów dzieła na inne języki. Pierwsze udane przekłady powstały na przełomie XIX i XX w.; były to kolejno tłumaczenia na język francuski (we fragmentach, pełny w 1961), włoski, rosyjski, angielski, arabski i turecki. Początkowo odbiorcami utworu byli wyłącznie Ormianie, osoby zainteresowane kulturą ormiańską lub literaturą religijną, z czasem jednak Księga zyskała znacznie większą popularność. Uznano ją za jedno z najwybitniejszych dzieł religijnych, porównywalne z tekstami Jana od Krzyża i Teresy z Ávili oraz św. Augustyna.
Na język polski pieśni z Księgi śpiewów żałobliwych tłumaczyli Anna Kamieńska, Witold Dąbrowski oraz Andrzej Mandalian.